# Philipp Knoll
Philipp Carl Knoll (* 4. Juli 1841 in Karlsbad, Böhmen; † 31. Januar 1900 in Wien) war ein österreichischer Pathologe  in Prag und Wien.

## Leben
Er war der Sohn des Karlsbader Bürgers und Handelsmannes Joseph Knoll und dessen Ehefrau Aloysia geb. Gegenbauer und wurde am 8. Juli 1841 katholisch getauft. Knoll studierte Medizin an der Deutschen Universität Prag. Er gehörte zu den Stiftern des Corps Teutonia. Er wurde 1864 zum Dr. med. promoviert. 1869  habilitierte er sich an der   Hessischen Ludwigs-Universität für Anatomie und Physiologie. Nach Prag zurückgekehrt, wurde er 1872 a.o. Professor und 1879 Lehrstuhlinhaber für Allgemeine und Experimentelle Pathologie. Er begründete die Gesellschaft zur Förderung deutscher Wissenschaft, Kunst und Literatur in Böhmen und vertrat entschieden die nationale  Teilung der Prager Universität. Als sie 1882 erfolgte, gehörte er zum Professorenkollegium der deutschen Karl-Ferdinands-Universität. 1883/84 und 1887/88 war er Dekan der Medizinischen Fakultät und 1890/91  Rektor der deutschen Universität. Ab 1883 saß er als Abgeordneter im Böhmischen Landtag. 1896 wurde er zum Hofrat ernannt. 1898 folgte er dem Ruf der Universität Wien. Er starb mit 59 Jahren im Amt.

## Werke
- Ueber den Einfluss des Halsmarkes auf die Schlagzahl des Herzens. 1872.
- Ueber die Folgen der Herzcompression. Prag 1881.
- Ueber das Deutschthum in Prag und seine augenblickliche Lage. Vortrag am 20. März 1883 im Deutschen Verein in Prag.
- Ueber die Druckschwankungen in der Cerebrospinalfluessigkeit und den Wechsel in der Blutfuelle des centralen Nervensystems. Wien 1886.
- Ueber Wechselbeziehungen zwischen dem grossen und kleinen Kreislaufe. Wien 1890.
- Über protoplasmaarme und protoplasmareiche Musculatur. Wien 1891.
- Beiträge zur heimischen Zeitgeschichte. Prag 1900.